# Adolph Westman
Adolph Peter Westman (i riksdagen kallad Westman i Växjö), född 21 juli 1809 i Härnösands församling, Västernorrlands län, död 19 maj 1885 i Växjö stadsförsamling, Kronobergs län, var en svensk jurist och riksdagspolitiker.
Westman var häradshövding i Östra Värends domsaga i Kronobergs län. Han var även politiker och tillhörde riksdagen som ledamot av första kammaren.